# Hannes Ackermann
Hannes Ackermann (* 5. März 1990 in Thomas-Müntzer-Stadt Mühlhausen) ist ein deutscher Freestyle-Motocross-Fahrer.

## Privates
Als erster Sohn von Melitta und Dirk Ackermann (einer Gärtnerei-Familie) wuchs er in Mühlhausen im Unstrut-Hainich-Kreis auf. Sein jüngerer Bruder Luc Ackermann ist ebenfalls Freestyle-Motocross-Fahrer.

## Karriere
Zweimal, 2007 und 2008, gewann er den Titel des Deutschen Freestyle Motocross-Meisters.

## Erfolge
- 1999: 50 cm³ MSR-Meister,
- 2000: 60 cm³ Hessencup-Meister,
- 2000: 60 cm³ Hallencross-Sieger Rottleben,
- 2002: 80 cm³ IFMXF Pro AM Tour-Gewinner,
- 2004: 4. Platz Deutsche Meisterschaft FMX,
- 2005: Teilnahme an IFMXF-Veranstaltungen,
- 2007: Deutscher Meister im FMX[3],
- 2008: Zweifacher Deutscher Meister im FMX,
- 2008: IFMXF WM 9. Platz
- 2010: FLIGHT CLUB Freestyle Motocross Tour 1. Platz